# 航空電子整備員
航空電子整備員（こうくうでんしせいびいん）は、海上自衛隊の職域の1つ。
略称はAT:AVIONICS TECHNITIAN。AVIONICS（アビオニクス）とは、AVIATIONとELECTRONICSから合成された用語であり、航空無線機や機上レーダーなどの航空機用電子機器を指す。
P-3CやSH-60Kなどの電子機器の整備を担当する。

## 概要
海上自衛隊の航空機には機内に多数の電子機器を搭載して任務に当たっている。
また各航空基地に設置されている航空保安用無線設備の整備も多数あり、航空電子整備員の担当分野は非常に広範囲である。

### 電子機器
主な電子機器は下記の通りである。
- 戦術情報処理表示装置
- 通信器材
  - UHF無線機、VHF無線機、HF無線機
  - データーリンク
  - 衛星通信装置
  - 救難無線機
  - 暗号秘話装置
- 航法器材
  - 慣性航法装置
  - GPS
  - TACAN航法装置
  - ドップラー航法装置
  - VOR航法装置
  - オメガ航法装置
  - デッカ航法装置
  - ロラン航法装置
  - ADF
  - UHF無線方位測定器
  - ILS計器着陸装置
- 捜索器材
  - レーダー　
  - SIF(ATCトランスポンダー)
  - 逆合成開口レーダー
  - 赤外線暗視装置
  - MAD（磁気探知機）
  - ESM（逆探知装置）
  - 電子戦器材
  - ディッピングソナー(SH-60J、SH-60K)
  - ソノブイ受信解析システム
- 整備器材
  - ATE（自動試験装置）
- 基地器材
  - ASR（飛行場レーダー）
  - タカン局舎
  - GCA、ローカライザ、グライドパス局舎
- 訓練器材
  - 操縦訓練装置（フライトシミュレーター）
  - 戦術訓練装置
  - 着水訓練装置（鹿屋基地）

### 特色
特色としては、担当分野が非常に広範囲であるため、航空機整備員の中で最も人数が多い。また航空士としての配置も多数あり、P-3C、SH-60などの航空機の搭乗配置に就くことができる可能性は高く、航空機搭乗勤務を希望する者にとっては人気の職種である。
新入社員教育に相当する海士課程では、下総航空基地の第3術科学校で一通りの技能訓練を自衛官として勤務しながら受けられる。また海士課程期間では電子工学についての教育もあり、努力次第で情報処理技術者、無線従事者免許の取得も可能である。 

### 搭乗配置
航空電子整備員には下記の搭乗配置（航空士）も用意されている。
- 哨戒機P-3C
  - 機上対潜音響員（ソーナー員、センサーワン、SS-2）
  - 機上対潜非音響員（レーダー員、センサースリー）
  - 機上電子整備員
- 哨戒ヘリコプターSH-60J、SH-60K
  - センサーマン
  - 降下救助員
- 電子戦機EP-3
  - エリント員
  - コミント員
- 掃海ヘリコプターMH-53E
  - 航法員（デッカマン）
- 救難飛行艇US-2
  - レーダー員